# No dormirás
No dormirás es una película de 2018 de coproducción entre España, Argentina y Uruguay de terror y suspenso escrita por Juma Fodde y dirigida por Gustavo Hernández. La misma está protagonizada por Eva De Dominici, Belén Rueda y Germán Palacios. Se trata del tercer largometraje de Hernández como director, y el primero de Fodde como guionista.

## Reparto
- Eva De Dominici como Bianca.
- Belén Rueda como Alma Böhm.
- Natalia de Molina como Cecilia.
- Germán Palacios como Krasso.
- Eugenia Tobal como Sara.
- Juan Manuel Guilera como Fonzo.
- Mariano Smolarczuk doblaje en español neutro.

## Sinopsis
Año 1984. En un hospital psiquiátrico abandonado, un grupo de teatro vanguardista experimenta con el insomnio para la preparación del montaje de una obra creada veinte años atrás por un grupo de pacientes. Con el paso de días sin dormir, alcanzan nuevos umbrales de percepción, que los enfrentan a energías e historias ocultas del lugar. Cuando Bianca, una joven promesa del teatro, se incorpora al elenco, en competencia por el papel principal, debe sobrevivir no solo a la intensidad del trabajo y sus compañeros, sino a una fuerza desconocida que la empuja, como a los demás, al trágico desenlace de la puesta en escena original.

## Recepción

### Crítica
En el portal de Todas Las Críticas, la cinta posee una puntuación de 64/100 según en el consenso de 30 críticas.

### Comercial
La película tuvo un estreno en salas argentinas moderado con aproximadamente 85 copias en todo el país. En su primer fin de semana la cinta atrajo poco más de 11 500 espectadores ubicándose así en el Top 10 de las más vistas (donde duraría solo dos semanas). 
Su acumulado hasta el momento es de 31 600 espectadores.
La película consiguió un récord para el cine argentino: se convirtió en la cinta de terror más vista de la historia en el ámbito nacional, superando así a su predecesora Sudor frío, que pasó a segundo lugar luego de haber ocupado el primero desde 2010.

## Tráiler
A mediados de 2017 se lanzó oficialmente un adelanto o tráiler de la película confirmando el estreno de la misma para el 11 de enero de 2018 en suelo argentino.

## Estreno
| Año  | País      | Fecha         | Distribuidora | Ref.  |
| ---- | --------- | ------------- | ------------- | ----- |
| 2018 | Argentina | 11 de enero   | FOX           | [ 7 ] |
| 2018 | Brasil    | 18 de febrero | Paris Filmes  | [9]   |
| 2018 | Uruguay   | 11 de enero   | Life Films    | [ 8 ] |